# Prémian
Prémian [pʁe.miɑ̃] (en occitan, Prumian [pry.'mjan]) est une commune française située dans l'ouest du département de l'Hérault, en région Occitanie.
Exposée à un climat méditerranéen, elle est drainée par le Jaur, le ruisseau de Bureau, le ruisseau de Bolbès et par divers autres petits cours d'eau. Incluse dans le parc naturel régional du Haut-Languedoc, la commune possède un patrimoine naturel remarquable composé de trois zones naturelles d'intérêt écologique, faunistique et floristique.
Prémian est une commune rurale qui compte 484 habitants en 2022, après avoir connu un pic de population de 1 125 habitants en 1851. .
Ses habitants sont appelés les Prémianais. La commune se situe dans le canton d'Olargues.

## Géographie

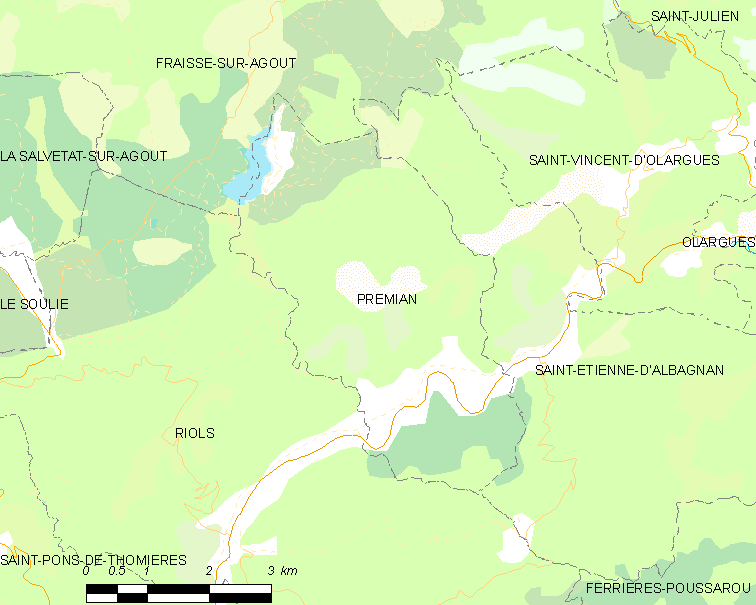
Carte.

Cette commune se situe au cœur du parc naturel régional du Haut-Languedoc.

### Accès
La commune est située entre Saint-Pons-de-Thomières et Olargues sur la D 908 au nord-ouest du département de l'Hérault.

### Hydrographie
Le Jaur, le ruisseau de Bolbès, le ruisseau de Font-Vidal sont les principaux cours d'eau parcourant la commune.

### Climat
Pour des articles plus généraux, voir Climat de l'Occitanie et Climat de l'Hérault.
En 2010, le climat de la commune est de type climat méditerranéen franc, selon une étude s'appuyant sur une série de données couvrant la période 1971-2000. En 2020, Météo-France publie une typologie des climats de la France métropolitaine dans laquelle la commune est exposée à un climat méditerranéen et est dans la région climatique  Provence, Languedoc-Roussillon, caractérisée par une pluviométrie faible en été, un très bon ensoleillement (2 600 h/an), un été chaud (21,5 °C), un air très sec en été, sec en toutes saisons, des vents forts (fréquence de 40 à 50 % de vents > 5 m/s) et peu de brouillards.
Pour la période 1971-2000, la température annuelle moyenne est de 13,6 °C, avec une amplitude thermique annuelle de 15,5 °C. Le cumul annuel moyen de précipitations est de 1 250 mm, avec 8,9 jours de précipitations en janvier et 3,9 jours en juillet. Pour la période 1991-2020, la température moyenne annuelle observée sur la station météorologique la plus proche, située sur la commune de Berlou à 11 km à vol d'oiseau, est de 15,4 °C et le cumul annuel moyen de précipitations est de 892,1 mm,. Pour l'avenir, les paramètres climatiques de la commune estimés pour 2050 selon différents scénarios d'émission de gaz à effet de serre sont consultables sur un site dédié publié par Météo-France en novembre 2022.

### Milieux naturels et biodiversité

#### Espaces protégés
La protection réglementaire est le mode d’intervention le plus fort pour préserver des espaces naturels remarquables et leur biodiversité associée,.
Un  espace protégé est présent sur la commune : 
le parc naturel régional du Haut-Languedoc, créé en 1973 et d'une superficie de 307 184 ha, qui s'étend sur 118 communes et deux départements. Implanté de part et d’autre de la ligne de partage des eaux entre Océan Atlantique et mer Méditerranée, ce territoire est un véritable balcon dominant les plaines viticoles du Languedoc et les étendues céréalières du Lauragais,.

#### Zones naturelles d'intérêt écologique, faunistique et floristique
L’inventaire des zones naturelles d'intérêt écologique, faunistique et floristique (ZNIEFF) a pour objectif de réaliser une couverture des zones les plus intéressantes sur le plan écologique, essentiellement dans la perspective d’améliorer la connaissance du patrimoine naturel national et de fournir aux différents décideurs un outil d’aide à la prise en compte de l’environnement dans l’aménagement du territoire.
Une ZNIEFF de type 1 est recensée sur la commune :
le « lac du Saut de Vézoles » (89 ha), couvrant 3 communes du département et deux ZNIEFF de type 2, : 
- le « massif du Somail » (23 004 ha), couvrant 11 communes dont dix dans l'Hérault et une dans le Tarn[14] ;
- la « montagne noire centrale » (34 724 ha), couvrant 27 communes du département[15].

Carte des ZNIEFF de type 1 et 2 à Prémian.
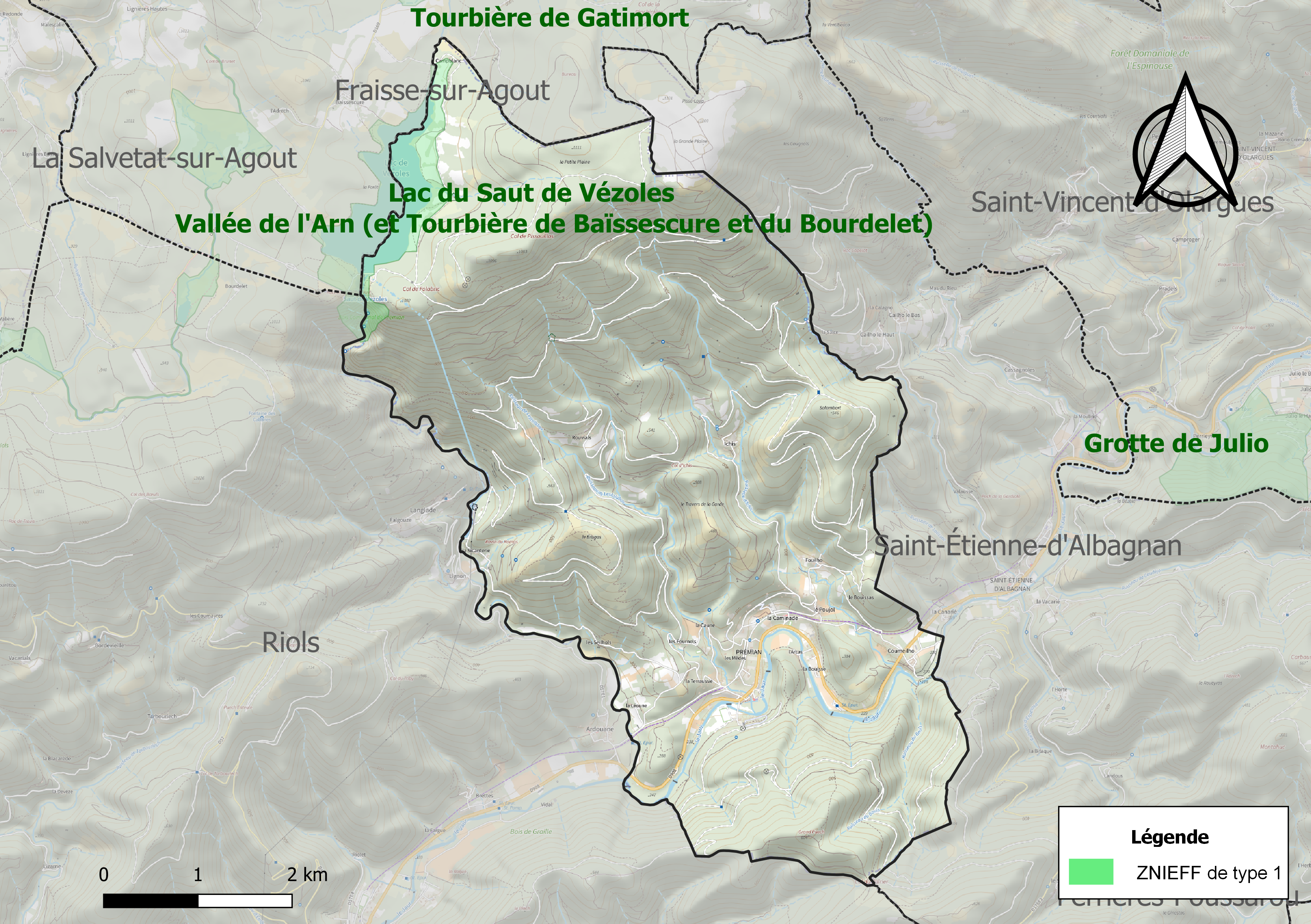
Carte de la ZNIEFF de type 1 sur la commune.
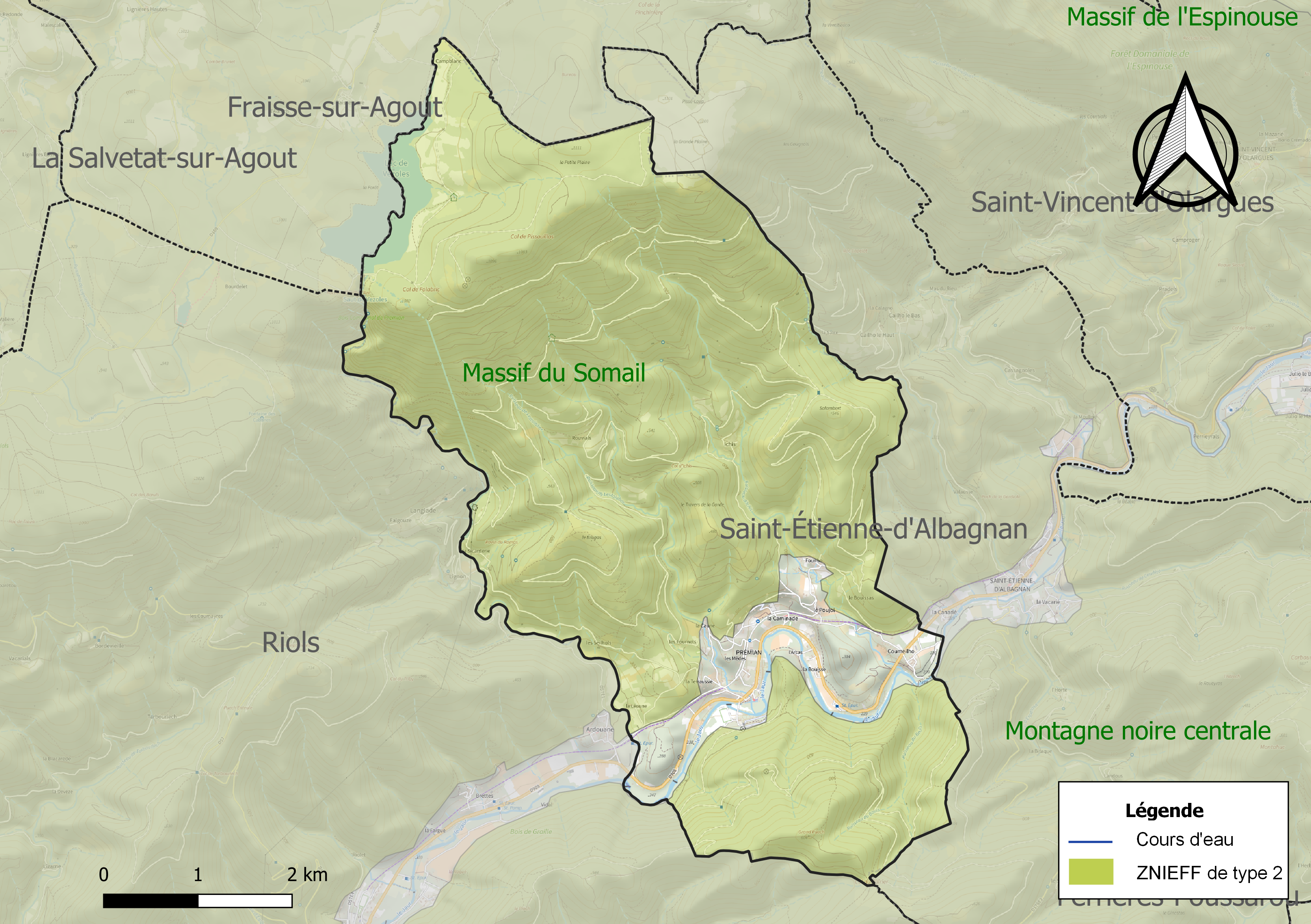
Carte des ZNIEFF de type 2 sur la commune.

## Urbanisme

### Typologie
Au 1er janvier 2024, Prémian est catégorisée commune rurale à habitat dispersé, selon la nouvelle grille communale de densité à sept niveaux définie par l'Insee en 2022.
Elle est située hors unité urbaine et hors attraction des villes,.

### Occupation des sols
L'occupation des sols de la commune, telle qu'elle ressort de la base de données européenne d’occupation biophysique des sols Corine Land Cover (CLC), est marquée par l'importance des forêts et milieux semi-naturels (79,8 % en 2018), une proportion sensiblement équivalente à celle de 1990 (80,5 %). La répartition détaillée en 2018 est la suivante : 
forêts (73,7 %), zones agricoles hétérogènes (19,1 %), milieux à végétation arbustive et/ou herbacée (6,1 %), eaux continentales (1,1 %). L'évolution de l’occupation des sols de la commune et de ses infrastructures peut être observée sur les différentes représentations cartographiques du territoire : la carte de Cassini (XVIIIe siècle), la carte d'état-major (1820-1866) et les cartes ou photos aériennes de l'IGN pour la période actuelle (1950 à aujourd'hui).

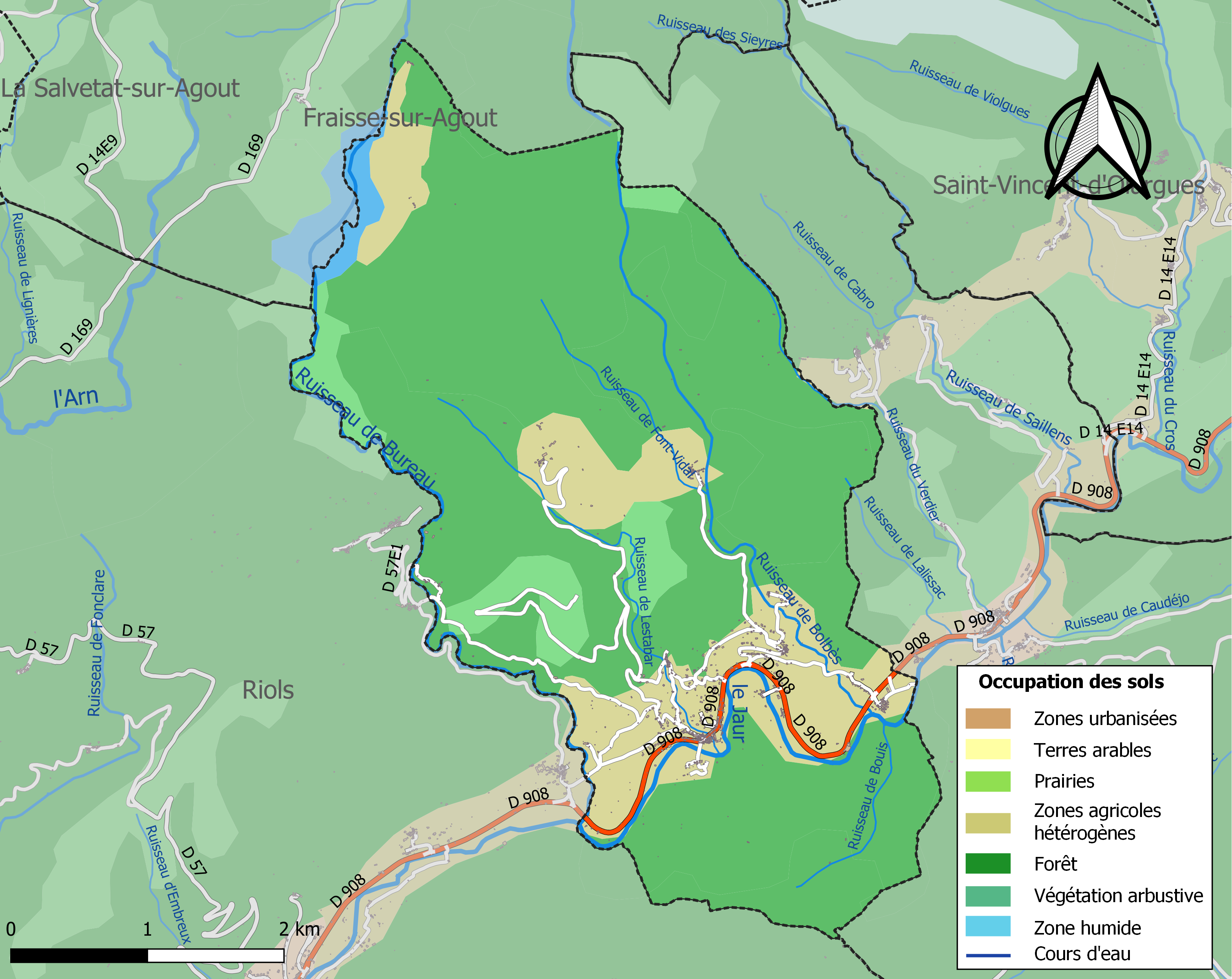
Carte des infrastructures et de l'occupation des sols de la commune en 2018 (CLC).

### Risques majeurs
Le territoire de la commune de Prémian est vulnérable à différents aléas naturels : météorologiques (tempête, orage, neige, grand froid, canicule ou sécheresse), inondations, feux de forêts et séisme (sismicité très faible). Il est également exposé à un risque technologique,  le transport de matières dangereuses, et à un risque particulier : le risque de radon. Un site publié par le BRGM permet d'évaluer simplement et rapidement les risques d'un bien localisé soit par son adresse soit par le numéro de sa parcelle.

#### Risques naturels
Certaines parties du territoire communal sont susceptibles d’être affectées par le risque d’inondation par débordement de cours d'eau, notamment le Jaur et le ruisseau de Bureau. La commune a été reconnue en état de catastrophe naturelle au titre des dommages causés par les inondations et coulées de boue survenues en 1982, 1995, 1996, 2011, 2014, 2017 et 2018,.
Prémian est exposée au risque de feu de forêt. Un plan départemental de protection des forêts contre les incendies (PDPFCI) a été approuvé en juin 2013 et court jusqu'en 2022, où il doit être renouvelé. Les mesures individuelles de prévention contre les incendies sont précisées par deux arrêtés préfectoraux et s’appliquent dans les zones exposées aux incendies de forêt et à moins de 200 mètres de celles-ci. L’arrêté du 25 avril 2002 réglemente l'emploi du feu en interdisant notamment d’apporter du feu, de fumer et de jeter des mégots de cigarette dans les espaces sensibles et sur les voies qui les traversent sous peine de sanctions. L'arrêté du 11 mars 2013 rend le débroussaillement obligatoire, incombant au propriétaire ou ayant droit,.

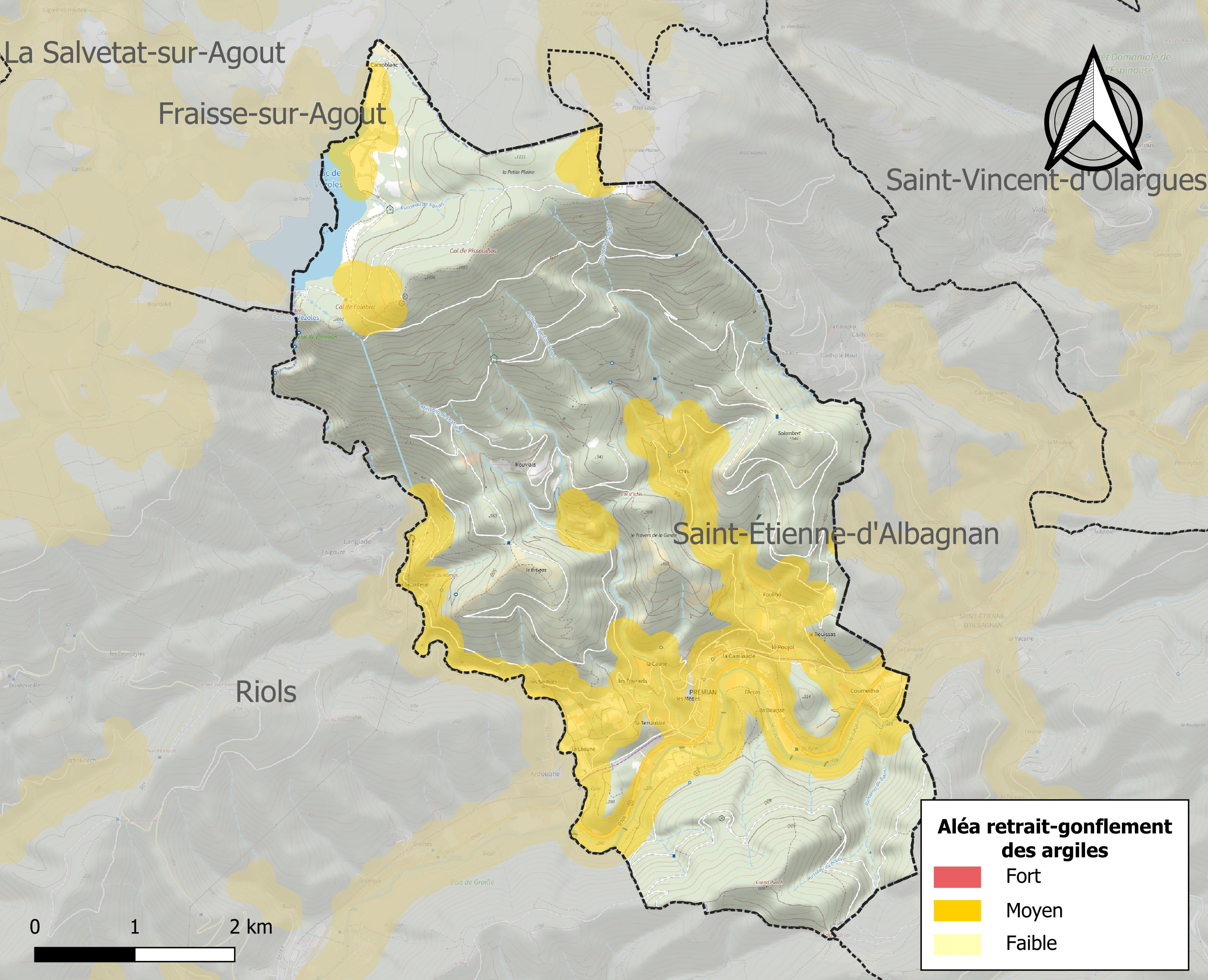
Carte des zones d'aléa retrait-gonflement des sols argileux de Prémian.

Le retrait-gonflement des sols argileux est susceptible d'engendrer des dommages importants aux bâtiments en cas d’alternance de périodes de sécheresse et de pluie. 26,6 % de la superficie communale est en aléa moyen ou fort (59,3 % au niveau départemental et 48,5 % au niveau national). Sur les 395 bâtiments dénombrés sur la commune en 2019, 363 sont en aléa moyen ou fort, soit 92 %, à comparer aux 85 % au niveau départemental et 54 % au niveau national. Une cartographie de l'exposition du territoire national au retrait gonflement des sols argileux est disponible sur le site du BRGM,.
Par ailleurs, afin de mieux appréhender le risque d’affaissement de terrain, l'inventaire national des cavités souterraines permet de localiser celles situées sur la commune.
Concernant les mouvements de terrains, la commune a été reconnue en état de catastrophe naturelle au titre des dommages causés par la sécheresse en 2019 et par des mouvements de terrain en 2017.

#### Risques technologiques
Le risque de transport de matières dangereuses sur la commune est lié à sa traversée par des infrastructures routières ou ferroviaires importantes ou la présence d'une canalisation de transport d'hydrocarbures. Un accident se produisant sur de telles infrastructures est susceptible d’avoir des effets graves sur les biens, les personnes ou l'environnement, selon la nature du matériau transporté. Des dispositions d’urbanisme peuvent être préconisées en conséquence.

#### Risque particulier
Dans plusieurs parties du territoire national, le radon, accumulé dans certains logements ou autres locaux, peut constituer une source significative d’exposition de la population aux rayonnements ionisants. Certaines communes du département sont concernées par le risque radon à un niveau plus ou moins élevé. Selon la classification de 2018, la commune de Prémian est classée en zone 3, à savoir zone à potentiel radon significatif.

## Toponymie
La commune a été connue sous les variantes : ecclesiam S. Sebastiani de Promiane (940), Purmiano (1135), de Premiano (vers 1182), de Premia (1363), etc.
Le nom dérive de celui d'un domaine gallo-romain, surnom Primio ou Primeus + suffixe -anum.

## Histoire
Prémian se trouvait sur la ligne ferroviaire de Castres à Bédarieux de 1889 jusqu'au 10 juillet 1972 pour le service voyageurs et jusqu'en 1987 pour les marchandises. Elle est entièrement déferrée et une voie verte a pris sa place sur la majorité du parcours.
Le 25 novembre 1977, un avion de transport militaire Nord 2501 Noratlas de l'Escadron de transport 1/64 Béarn en provenance de la base aérienne 118 Mont-de-Marsan et à destination de la Base d'aéronautique navale d'Hyères Le Palyvestre, s'écrase à 2 h 30 du matin sur la commune près du hameau du Lignon (Hérault), tuant 28 marins et quatre aviateurs,. Selon l'enquête, le pilote automatique était incriminé, entraînant la suppression de cet équipement sur l'ensemble de la flotte de Noratlas. Une stèle a été érigèe au-dessus du hameau de la Sicarderie, accessible depuis la D57 E. Chaque année, une cérémonie est organisée. Une sépulture collective a été créée au cimetière de Prémian.

## Politique et administration
| Période                                  | Période  | Identité          | Étiquette | Qualité  |
| ---------------------------------------- | -------- | ----------------- | --------- | -------- |
| 1855                                     | 1865     | Léon Guittard     |           |          |
| 1865                                     | 1869     | Bernard Cabrol    |           |          |
| 1870                                     | 1870     | François Lauriol  |           |          |
| 1870                                     | 1871     | Maurice Germa     |           |          |
| 1871                                     | 1877     | Michel Hortala    |           |          |
| 1878                                     | 1881     | Pierre Affre      |           |          |
| 1881                                     | 1888     | François Boyer    |           |          |
| 1888                                     | 1900     | Jean Fontès       |           |          |
| 1900                                     | 1904     | Bernard Cabrol    |           |          |
| 1904                                     | 1919     | Joseph Lignon     |           |          |
| 1919                                     | 1944     | Arsène Cabanon    |           |          |
| 1945                                     | 1945     | Louis Boyer       |           |          |
| 1947                                     | 1959     | Roger Massios     |           |          |
| 1959                                     | 1971     | Guy Rouanet       |           |          |
| 1971                                     | 1995     | Marius Demolis    |           |          |
| 1995                                     | 1999     | Henri Hoffstetter |           |          |
| 1999                                     | 2020     | Hubert Barthes    | SE        | Retraité |
| 2020                                     | En cours | Roland Coutou     |           |          |
| Les données manquantes sont à compléter. |          |                   |           |          |

## Démographie
L'évolution du nombre d'habitants est connue à travers les recensements de la population effectués dans la commune depuis 1793. Pour les communes de moins de 10 000 habitants, une enquête de recensement portant sur toute la population est réalisée tous les cinq ans, les populations de référence des années intermédiaires étant quant à elles estimées par interpolation ou extrapolation. Pour la commune, le premier recensement exhaustif entrant dans le cadre du nouveau dispositif a été réalisé en 2005.

En 2022, la commune comptait 484 habitants, en évolution de −6,56 % par rapport à 2016 (Hérault : +7,49 %, France hors Mayotte : +2,11 %).
| 1793 | 1800 | 1806 | 1821 | 1831 | 1836  | 1841  | 1846  | 1851  |
| ---- | ---- | ---- | ---- | ---- | ----- | ----- | ----- | ----- |
| 684  | 624  | 798  | 575  | 886  | 1 003 | 1 057 | 1 103 | 1 125 |

| 1856  | 1861  | 1866  | 1872 | 1876 | 1881 | 1886 | 1891 | 1896 |
| ----- | ----- | ----- | ---- | ---- | ---- | ---- | ---- | ---- |
| 1 065 | 1 041 | 1 086 | 982  | 922  | 879  | 790  | 767  | 705  |

| 1901 | 1906 | 1911 | 1921 | 1926 | 1931 | 1936 | 1946 | 1954 |
| ---- | ---- | ---- | ---- | ---- | ---- | ---- | ---- | ---- |
| 666  | 651  | 600  | 509  | 526  | 504  | 501  | 401  | 404  |

| 1962 | 1968 | 1975 | 1982 | 1990 | 1999 | 2005 | 2006 | 2010 |
| ---- | ---- | ---- | ---- | ---- | ---- | ---- | ---- | ---- |
| 406  | 354  | 347  | 378  | 407  | 405  | 482  | 491  | 544  |

| 2015 | 2020 | 2022 | - | - | - | - | - | - |
| ---- | ---- | ---- | - | - | - | - | - | - |
| 518  | 499  | 484  | - | - | - | - | - | - |

## Économie

### Revenus
En 2018, la commune compte 252 ménages fiscaux, regroupant 491 personnes. La médiane du revenu disponible par unité de consommation est de 17 670 € (20 330 € dans le département).

### Emploi
|                | 2008   | 2013   | 2018   |
| -------------- | ------ | ------ | ------ |
| Commune        | 15,9 % | 14,9 % | 14,9 % |
| Département    | 10,1 % | 11,9 % | 12 %   |
| France entière | 8,3 %  | 10 %   | 10 %   |

En 2018, la population âgée de 15 à 64 ans s'élève à 304 personnes, parmi lesquelles on compte 72,6 % d'actifs (57,8 % ayant un emploi et 14,9 % de chômeurs) et 27,4 % d'inactifs,. Depuis 2008, le taux de chômage communal (au sens du recensement) des 15-64 ans est supérieur à celui de la France et du département.
La commune est hors attraction des villes,. Elle compte 66 emplois en 2018, contre 72 en 2013 et 52 en 2008. Le nombre d'actifs ayant un emploi résidant dans la commune est de 180, soit un indicateur de concentration d'emploi de 37 % et un taux d'activité parmi les 15 ans ou plus de 48,9 %.
Sur ces 180 actifs de 15 ans ou plus ayant un emploi, 53 travaillent dans la commune, soit 30 % des habitants. Pour se rendre au travail, 79,9 % des habitants utilisent un véhicule personnel ou de fonction à quatre roues, 0,6 % les transports en commun, 8,5 % s'y rendent en deux-roues, à vélo ou à pied et 10,9 % n'ont pas besoin de transport (travail au domicile).

### Activités hors agriculture
43 établissements sont implantés  à Prémian au 31 décembre 2019. Le tableau ci-dessous en détaille le nombre par secteur d'activité et compare les ratios avec ceux du département,.
| Secteur d'activité                                                                                        | Commune | Commune | Département |
| Secteur d'activité                                                                                        | Nombre  | %       | %           |
| --- | ------- | ------- | ----------- |
| Ensemble                                                                                                  | 43      |         |             |
| Industrie manufacturière, industries extractives et autres                                                | 6       | 14 %    | (6,7 %)     |
| Construction                                                                                              | 13      | 30,2 %  | (14,1 %)    |
| Commerce de gros et de détail, transports, hébergement et restauration                                    | 11      | 25,6 %  | (28 %)      |
| Information et communication                                                                              | 2       | 4,7 %   | (3,3 %)     |
| Activités immobilières                                                                                    | 1       | 2,3 %   | (5,3 %)     |
| Activités spécialisées, scientifiques et techniques et activités de services administratifs et de soutien | 6       | 14 %    | (17,1 %)    |
| Administration publique, enseignement, santé humaine et action sociale                                    | 2       | 4,7 %   | (14,2 %)    |
| Autres activités de services                                                                              | 2       | 4,7 %   | (8,1 %)     |

Le secteur de la construction est prépondérant sur la commune puisqu'il représente 30,2 % du nombre total d'établissements de la commune (13 sur les 43 entreprises implantées  à Prémian), contre 14,1 % au niveau départemental.

### Agriculture
|               | 1988 | 2000 | 2010 | 2020 |
| ------------- | ---- | ---- | ---- | ---- |
| Exploitations | 39   | 13   | 9    | 6    |
| SAU (ha)      | 233  | 52   | 51   | 52   |

La commune est dans le « Soubergues », une petite région agricole occupant le nord-est du département de l'Hérault. En 2020, l'orientation technico-économique de l'agriculture  sur la commune est la polyculture et/ou le polyélevage. Six exploitations agricoles ayant leur siège dans la commune sont dénombrées lors du recensement agricole de 2020 (39 en 1988). La superficie agricole utilisée est de 52 ha,,.

## Culture locale et patrimoine

### Lieux et monuments

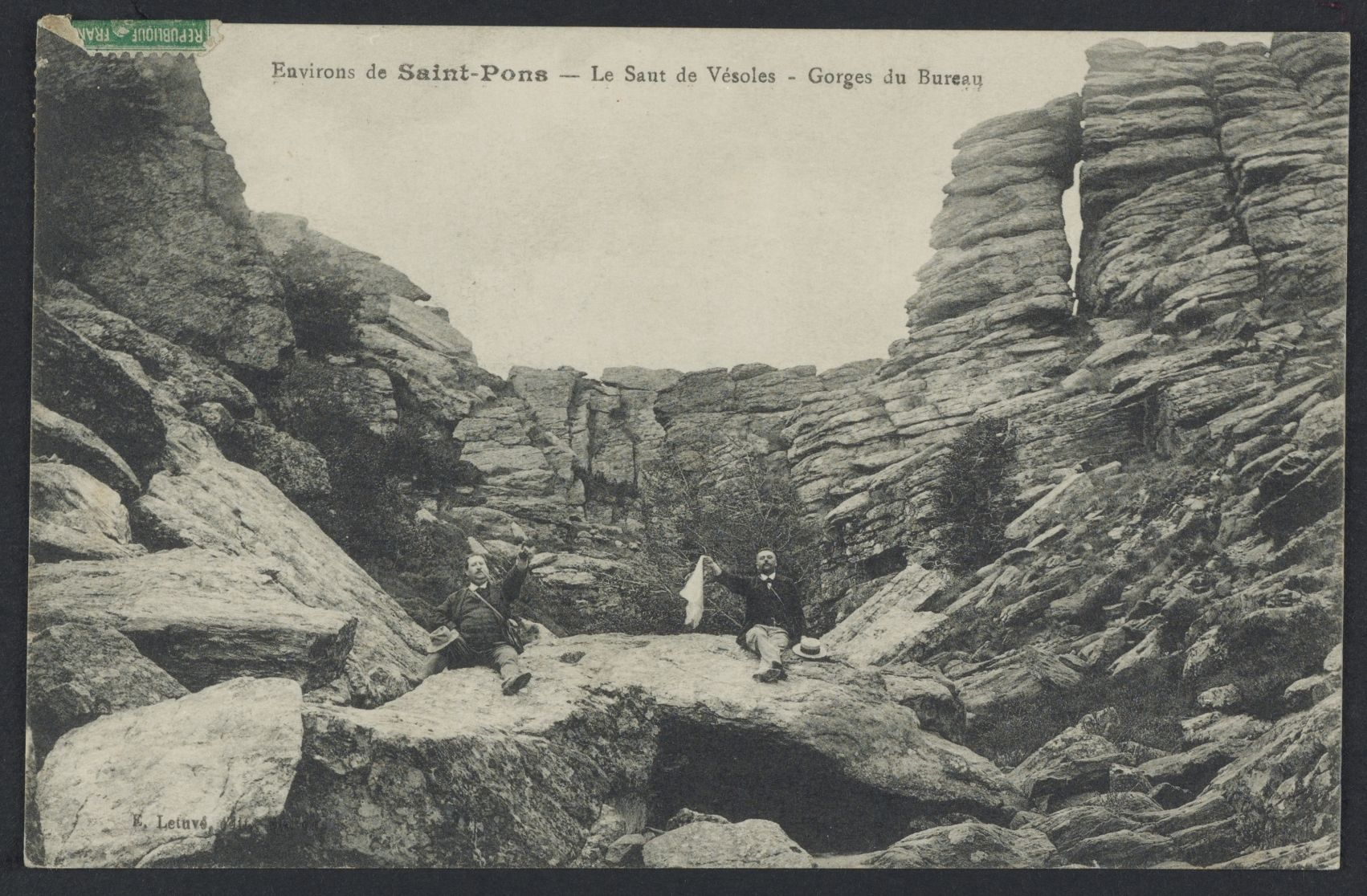
Gorges du bureau au lac de Vésoles : carte postale (1913)

- Gorges du bureau au lac de Vésoles : carte postale (1913)Église Saint-Sébastien de La Caminade.
- Le lac de Vézolles dû à un barrage est en partie sur la commune.
- Le sentier des Mille-Marches au cœur des gorges du Bureau arrive au lac de Vézoles.
- Sur une falaise au-dessus du Jaur, se trouve la statue de la Vierge du Mercadal.
- La commune est également traversée par la piste verte.
- Stèle souvenir du crash aérien du 25 novembre 1977 et la Sicarderie.

### Héraldique
| Blason de Prémian | Blason  | De gueules à une anille d'argent, au chef cousu d'azur chargé de trois fleurs de lys d'or. |
| Blason de Prémian | Détails | Le statut officiel du blason reste à déterminer.                                           |

### Fonds d'archives
- Fonds : Archives communales de Prémian (1664-1956) [1,42 ml].  Cote : 219 EDT. Montpellier : Archives départementales de l'Hérault (présentation en ligne).